# دهستان میکسی
دهستان میکسی (به لاتین: Meeksi Parish) یک دهستان در استونی است که در شهرستان تارتو واقع شده‌است.